# Безопасность интернета вещей
Интернет вещей (IoT) находится только в начале своего пути, но уже развивается с огромной скоростью, и все вводимые новшества добавляют серьёзные проблемы, связанные с информационной безопасностью. Новостной веб-сайт Business Insider опубликовал в 2013 году исследование, которое показало, что сомнение в безопасности является для опрошенных наибольшей проблемой при внедрении технологий интернета вещей.

## Основные уязвимости
Помимо нарушения конфиденциальности традиционных сетей связи (повторы, подслушивания, искажения информации и т. д.), возникают проблемы с защитой потребительской составляющей. Они обусловлены:
- отсутствием серьёзного ущерба;
- отсутствием стандартов не только защиты, но и взаимодействия;
- отсутствием в наши дни интереса у производителей, как у первой ступени реализации[3].

Большую угрозу несёт управление устройств с помощью межмашинного взаимодействия. Ни одну написанную человеком программу нельзя считать стопроцентно точной; для неё пишутся различные патчи для исправления ошибок. Такая же участь ждёт датчики в интернет устройствах. И с углублением роли данных устройств в жизни людей будет увеличиваться угроза безопасности всех данных, даже самых незначительных на первый взгляд. Необходимо оценивать любую утекающую информацию, так как резюмирование её составляющих может представлять опасность для жизни как физических, так и юридических лиц (крупнейших компаний).
В таком случае ещё оказывается важным защищать критически важную инфраструктуру, такую как сеть электропередачи. Необходимо подготовить базу для неожиданного аварийного случая, а также правильное соотношение для открытости и встроенной избыточности.
Одним из самых опасных направлений атаки, на которые стоит обратить внимание, является DDoS-атака. Её цель представляет собой захват системных ресурсов и затруднение доступа к ним добросовестных пользователей. Так 21 октября 2016 года в США была совершена серия DDoS-атак, которая привела к глобальному нарушению интернет-деятельности. Поскольку она была направлена на систему доменных имён (DNS), которая получает информацию о доменах, многие повседневные активности, такие как социальные сети или онлайн покупки, стали недоступны на некоторое время. Основные информационные потоки злоумышленников были направлены на сервера компании Dyn, являющейся главным поставщиком DNS-услуг для таких крупнейших компаний, как Twitter, Pinterest, Reddit, GitHub, Etsy, Tumblr, Spotify, PayPal и Verizon. Осуществление таких атак стало возможным благодаря подключению к незащищённым цифровым устройствам: роутерам и камерам видеонаблюдения. Хоть они и не являются мощными компьютерами, но способны генерировать огромные объёмы паразитической информации для серверов, особенно при одновременном подключении.

## Проведённые исследования и анализ данных
В январе 2014 года в журнале Forbes кибержурналист Джозеф Стейнберг опубликовал список связанных с Интернетом приборов, которые «шпионят» за нами буквально в наших домах. В их числе телевизоры, кухонная техника, камеры. Очень ненадёжна компьютерная система автомобилей, которая контролирует тормоза, двигатель, замки, капот, вентиляцию и приборную панель; эти части системы наиболее уязвимы для злоумышленников при попытках получения доступа к бортовой сети. Также атака может быть произведена удалённо по Интернету.
Хакерами была продемонстрирована возможность дистанционного управления электрокардиостимуляторами. Позднее они научились получать доступ к инсулиновым помпам и имплантируемым кардио-дефибрилляторам.
Компания Hewlett Packard провела масштабное исследование в 2015 году, в котором сообщается, что 70 % устройств IoT имеют уязвимости в безопасности своих паролей, существуют проблемы с шифрованием данных и с разрешением доступа, и 50 % приложений для мобильных устройств не обмениваются данными.
Лаборатория Касперского — компания, специализирующаяся на производстве программного обеспечения для защиты информации, провела испытания на объектах, подключенных к IoT, и обнаружила, что видеоняни могут быть взломаны для перехвата видео и кофемашины, которые передают информацию в незашифрованном виде, могут сохранять пароль сети Wi-Fi, к которой были подсоединены.
Безопасность IoT стала одним из важнейших аспектов новых технологий. Возможно покажется, что не существует риска для данных, которые передаются и хранятся такими системами, они не являются уязвимыми, но реальность такова, что IoT устройства, которые не имеют должной защиты, подвергаются атакам, будучи заведомо заражёнными вредоносным кодом для создания ботнета.

## Прогноз
Прогноз развития устройств IoT был экспоненциальный, и, согласно оценкам, к 2020 году свыше 50 миллиардов устройств будут подключены к Интернету. При таком темпе роста очень критично встаёт вопрос безопасности устройств в случае отсутствия процессов, обеспечивающих целостность и шифрование данных.
Все сведения, которые хранят устройства IoT являются высоко востребованными, потому что показывают целостную картину повседневных действий и привычек пользователей. А наличие баз данных такого содержания является полезным для различных компаний, которые могут направить свои ресурсы на производство товаров и услуг, сосредоточенных на привычках и предпочтениях масс. То, что может помочь свести к минимуму проблемы — это шифрование и специальные системы защиты для загрузки и хранения данных в облаке.